# トラウン
トラウン（独: Traun）は、オーストリア・オーバーエスターライヒ州のリンツ＝ラント郡に属する基礎自治体 ( ゲマインデ ) 。ウィーンの西方237kmに位置する。人口ではオーストリアで20番目に大きな自治体。

## 見所
- トラウン城（ドイツ語版）